# 술라의 제1차 내전
술라의 제1차 내전(Sulla's first civil war)은 기원전 88년에서 기원전 87년 사이에 진행된, 로마 공화정 말기의 일련의 내전들 중 하나이다. 특히 율리우스 카이사르가 독재관의 지위에 오르게 되는 과정이라는 맥락에서 로마 내전을 보았을 때 최초의 중요 내전이라고 할 수 있다.

## 배경 - 동맹시 전쟁
로마가 로마 시민이 그 외의 이탈리아 시민들보다 우월한 지위에 있다는 태도를 비타협적으로 고수한 결과 동맹시 전쟁(기원전 91년-기원전 88년)이 벌어졌다. 동맹시 시민에게 로마 시민권을 주자고 주장한 호민관 마르쿠스 리비우스 드루수스가 암살당한 것도 동맹시 전쟁의 원인 중 하나였다. 드루수스가 암살당하면서 그가 추진했던 여러 개혁 정책들은 폐기되었고, 이에 분노한 로마의 속주들 대부분은 로마에 항거하는 편에 섰다.
동맹시 전쟁 개전 당시 로마의 귀족들과 원로원은 이미 6차례 집정관을 연임한 가이우스 마리우스의 야망을 두려워하고 있었다. 그들은 마리우스가 이탈리아에서의 전쟁에 관한 모든 지휘권을 가져서는 안된다고 결정했고, 그 와중에 루키우스 코르넬리우스 술라가 두각을 나타냈다. 술라의 전공은 마리우스와 그나이우스 폼페이우스 스트라보(그나이우스 폼페이우스 마그누스의 아버지)를 능가하기 시작했다. 동맹시 전쟁을 승리로 이끈 공으로 술라는 기원전 88년 처음으로 집정관에 당선되었다. 공동 집정관은 술라의 딸의 시아버지가 되는 퀸투스 폼페이우스 루푸스였다.

## 술라의 폰토스 원정
집정관이 된 술라는 동방으로 다시 한번 원정하여 폰토스의 미트리다테스 6세와 싸울 준비를 하기 시작했다(제1차 미트리다테스 전쟁). 동방 원정군 지휘권을 탐낸 마리우스는 호민관 푸블리우스 술피키우스 루푸스에게 숙고집회를 소집하여 술라에게 지휘권을 맡기는 원로원의 결정을 뒤집어 달라고 했다. 이 과정에서 폭력사태가 일어났고 술피키우스의 검투사 경호원들이 원로원파를 분쇄했다. 술라는 마리우스의 집으로 피신하여 그에게 폭동을 멈추어 달라고 빌었지만 무시당했다. 이 폭동에서 술라의 사위도 죽었다.

## 술라의 로마진군
술라는 로마를 탈출해 동맹시 전쟁 재향군인들의 주둔지로 피신했다. 그는 자신에게 행해진 모략들을 폭로했고 군인들은 미트리다테스 전쟁의 지휘권이 술라에게서 마리우스에게로 넘어갔다는 소식을 전하러 온 사절단에게 돌을 던졌다. 그리고 술라는 자신이 장악한 군단 중 가장 충성스러운 6개 군단을 동원해 로마로 진격을 개시했다. 이는 매우 예상 밖의 일이었다. 술라 이전에 어떤 장군도 군대를 이끌고 로마 시 경계를 넘은 전례가 없었기 때문이다. 이는 너무 비윤리적인 일이었기에 원로원 의원들도 술라에게 가담하기를 거부했다. 술라는 원로원이 마리우스에게 거세당했으며 당해 일어난 전쟁을 이끌 권한은 집정관에게 있다는 원칙이 침해되었음을 이유로 자신의 행동을 정당화했다. 마리우스는 검투사 노예들에게 자신을 위해 싸우면 해방시켜주겠다고 약속하여 싸우게 했지만 검투사들은 술라의 정규군을 당해내지 못했고 마리우스와 그 추종자들은 로마 시에서 도망쳤다.
술라와 그 지지자들은 원로원에서 마리우스, 술피키우스, 그 외 마리우스파 인물들에게 궐석으로 사형을 선고했다. 몇몇 사람들이 죽었으나 마리우스 본인은 죽음의 위기를 여러 번 넘기고 안전한 아프리카로 피신했다.
술라는 마리우스와 그 일당을 공공의 적이라고 선언하고 원로원에서 강한 어조로 연설했다. 그는 자신이 피해자라고 주장하며 도시를 폭력적으로 탈환한 것을 정당화했다. 도시의 정치가 안정되고 원로원의 힘이 돌아오자 술라는 주둔지로 돌아가 미트리다테스 전쟁을 계속했다.

### 배경
기원전 88년은 로마가 막 동맹시 전쟁을 끝내고 동쪽에서 미트라다테스 전쟁이 일어난 해였다. 이 해의 집정관에 취임한 사람은 루키우스 코르넬리우스 술라(Lucius Cornelius Sulla)와 퀸투스 폼페이우스 루푸스(Quintus Pompeius Rufus)였다. 동맹시 전쟁이 끝나고 율리우스 법에 따라 막 로마시민이 된 신시민과 구시민 사이에 선거구 문제에 관한갈등이 생겼고, 당시 호민관이던 푸블리우스 술피키우스 루푸스(Publius Sulpicius Rufus)는 선거구 수를 35개 모두에서 투표할 수 있게 법안을 제출했다. 거기다가 술라가 갖고있던 미트라다테스 전쟁의 임페리움(Imperium)을 자파인 마리우스(Gaius Marius)에게 제공하는 법안을 추가로 제안했다. 술라와 폼페이우스 루푸스는 이 법안에 반대했으나 술피키우스는 폭동을 일으켰다. 폭동 중에 집정관 루푸스의 아들이 죽었고 두 집정관은 로마를 탈출했다. 술라는 놀라(Nola)에 도달하여 거기에 주둔한 6개 군단을 장악했다.

### 전개
군대를 장악한 술라는 신속하게 로마로 진군하였다. 집정관 루푸스도 곧 술라에 합류했다. 술라는 군대를 셋으로 나누어 로마시를 공격했다. 마리우스와 술피키우스는 이를 전혀 예상하지 못하다가 술라가 정변을 일으키고 로마로 온다는 소식에 기겁하여 검투사와 노예로 급히 편성한 군단을 이끌고 술라에 맞서려 했다. 그러나 술라의 군대가 로마에 이르자 마리우스와 술피키우스의 군단은 와해되었다. 술라는 곧 로마를 장악했고 마리우스와 술피키우스는 달아났다. 술라는 마리우스 일당 12명을 반역자로 선고하며 이들을 추격했다. 마리우스는 아프리카로 도망쳤고 술피키우스의 목은 참수되어 술라에게 보내졌다. 술라는 술피키우스 법을 무효화시키며 이듬해 집정관인 옥타비우스와 킨나에게 로마를 맡기고 미트라다테스를 정벌하러 떠났다.

### 정변 이후
비록 술라가 정권을 장악했으나 곧 미트라다테스를 상대하러 떠났다. 전직콘술인 폼페이우스 루푸스는 이탈리아의 군대를 통솔하게 되었지만 곧 암살되었다. 결국 그나이우스 폼페이우스 스트라보가 그를 대신해 군권을 장악했다. 두 집정관들 중 한명인 킨나는 마리우스의 복귀를 주장했으나 거부당하였고 이에 킨나와 합류한 마리우스가 아프리카에서 군대를 이끌고 로마로 진군하여 술라파를 제거한다.
마리우스가 정변을 일으킨지 3년 후인 기원전 84년 술라는 미트라다테스 전쟁을 끝내고 돌아와 마리우스가 세운 정권과 대립한다. 이로써 마리우스와 술라의 내전의 제2막이 전개된다.

## 후폭풍 - 마리우스의 귀환
술피키우스는 노예에게 배신당해 살해당했다. 술라는 이 노예들을 해방시켜 줬다가 곧 사형시켰다. 한편 아프리카로 피신한 마리우스는 술라가 로마 밖으로 다시 나가자 자신의 귀환을 위한 계획을 시작했다. 이 망명 기간 동안 마리우스는 과거 무녀가 예언했던 바와 같이 자신이 집정관을 7번 연임해야겠다는 생각을 굳혔다.
로마에서는 술라를 지지하는 보수파들과 루키우스 코르넬리우스 킨나를 지지하는 민중파 사이에 싸움이 벌어졌다. 보수파 군대를 이끈 것은 집정관 그나이우스 옥타비우스였다. 마리우스는 아들과 함께 아프리카에서 징발한 군대를 이끌고 기원전 87년 말 킨나, 퀸투스 세르토리우스와 합류해 로마로 진격했다. 옥타비우스는 분쇄되었고 로마는 마리우스에게 넘어갔다. 마리우스의 명령에 따라 바르디아이(마리우스의 해방노예 출신 군인)들이 로마 시내를 돌아다니며 술라 지지자들을 학살했다. 5일 뒤, 세르토리우스와 킨나가 미쳐 날뛰는 바르디아이들을 보다 군기가 잡힌 군대를 동원해서 진압하고 죽였다. 이 과정에서 로마의 귀족 100여명이 살해되었다.
마리우스는 술라의 개혁안들을 폐기시키고 술라를 공식적으로 추방, 스스로에게 술라의 동방군 지휘권을 부여하고 킨나와 함께 기원전 86년 집정관으로 선출되었다. 그러나 마리우스는 집정관 선출 보름 뒤 급사했고 킨나가 로마의 유일한 1인자가 되었다. 한편 그사이 술라는 술라의 제2차 내전을 준비했다.